# Martyn Bernard
Martyn Bernard (Reino Unido, 15 de diciembre de 1984) es un atleta británico, especialista en la prueba de salto de altura en la que llegó a ser medallista de bronce europeo en 2010.

## Carrera deportiva
En el Campeonato Europeo de Atletismo de 2010 ganó la medalla de bronce en el salto de altura, llegando hasta los 2.29 metros, siendo superado por los atletas rusos Aleksandr Shustov (oro con 2.33 metros) y Ivan Ukhov (plata con 2.31 metros).